# Prémio Screen Actors Guild 2000
A 6.ª edição dos Prémios Screen Actors Guild foi apresentada em Los Angeles em 12 de março de 2000.

## Indicados e vencedores

### Cinema
| Melhor Ator Kevin Spacey como Lester Burnham – American Beauty - Jim Carrey como Andy Kaufman – Man on the Moon - Russell Crowe como Jeffrey Wigand – The Insider - Denzel Washington como Rubin Carter – The Hurricane - Philip Seymour Hoffman como Rusty – Flawless | Melhor Atriz Annette Bening como Carolyn Burnham – American Beuaty - Meryl Streep como Roberta Guaspari – Music of the Heart - Hilary Swank como Brandon Teena – Boys Don't Cry - Janet McTeer como Mary Jo Walker – Tumbleweeds - Julianne Moore como Sarah Miles – The End of the Affair        |
| Melhor Ator secundário Michael Caine como Dr. Wilbur Larch – The Cider House Rules - Tom Cruise como Frank T.J. Mackey – Magnolia - Chris Cooper como Cel. Frank Fitts – American Beauty - Haley Joel Osment como Cole Sear – The Sixth Sense - Michael Clarke Duncan como John Coffey – The Green Mile | Melhor Atriz secundária Angelina Jolie como Lisa Rowe – Girl, Interrupted - Cameron Diaz como Lotte Schwartz – Being John Malkovich - Chloë Sevigny como Lana Tisdel – Boys Don't Cry - Julianne Moore como Linda Partridge – Magnolia - Catherine Keener como Maxine Lund – Being John Malkovich |
| Melhor Performance de um Elenco - American Beauty – Annette Bening, Wes Bentley, Thora Birch, Chris Cooper, Peter Gallagher, Allison Janney, Kevin Spacey e Mena Suvari - Being John Malkovich – Orson Bean, John Cusack, Cameron Diaz, Catherine Keener, John Malkovich, Mary Kay Place e Charlie Sheen - The Cider House Rules – Jane Alexander, Erykah Badu, Kathy Baker, Michael Caine, Delroy Lindo, Tobey Maguire, Kate Nelligan, Paul Rudd e Charlize Theron - The Green Mile – Patricia Clarkson, James Cromwell, Jeffrey DeMunn, Michael Clarke Duncan, Graham Greene, Tom Hanks, Bonnie Hunt, Doug Hutchison, Michael Jeter, David Morse, Barry Pepper, Sam Rockwell e Harry Dean Stanton - Magnolia – Jeremy Blackman, Tom Cruise, Melinda Dillon, April Grace, Luis Guzmán, Philip Baker Hall, Philip Seymour Hoffman, Ricky Jay, William H. Macy, Alfred Molina, Julianne Moore, John C. Reilly, Jason Robards e Melora Walters | |

### Televisão
| Melhor Ator em minissérie ou filme para televisão Jack Lemmon como Morrie Schwartz – Tuesdays with Morrie - Peter Fonda como Frank – The Passion of Ayn Rand - Hank Azaria como Mitch Albom – Tuesdays with Morrie - Patrick Stewart como Ebenezer Scrooge – A Christmas Carol - George C. Scott como Matthew Harrison Brady – Inherit the Wind | Melhor Atriz em minissérie ou filme para televisão Halle Berry como Dorothy Dandridge – Introducing Dorothy Dandridge - Sally Field como Iris – A Cooler Climate - Judy Davis como Paula – A Cooler Climate - Kathy Bates como Miss Agatha Hannigan – Annie - Helen Mirren como Ayn Rand – The Passion of Ayn Rand |
| Melhor Ator em série dramática James Gandolfini como Tony Soprano – The Sopranos - Martin Sheen como Josiah Bartlet – The West Wing - Dennis Franz como Andy Sipowicz – NYPD Blue - Rick Schroder como Danny Sorenson – NYPD Blue - David Duchovny como Fox Mulder – The X-Files | Melhor Atriz em série dramática Edie Falco como Carmela Soprano – The Sopranos - Annie Potts como Mary Elizabeth "M.E." O'Brien Sims – Any Day Now - Lorraine Bracco como Jennifer Melfi – The Sopranos - Gillian Anderson como Dana Scully – The X-Files - Nancy Marchand como Livia Soprano – The Sopranos       |
| Melhor Ator em série de comédia Michael J. Fox como Mike Flaherty – Spin City - Ray Romano como Ray Barone – Everybody Loves Raymond - Peter MacNicol como John Cage – Ally McBeal - Kelsey Grammer como Frasier Crane – Frasier - David Hyde Pierce como Niles Crane – Frasier | Melhor Atriz em série de comédia Lisa Kudrow como Phoebe Buffay – Friends - Lucy Liu como Ling Woo – Ally McBeal - Tracey Ullman em várias personagens – Tracey Takes On... - Calista Flockhart como Ally McBeal – Ally McBeal - Sarah Jessica Parker como Carrie Bradshaw – Sex and the City                      |
| Melhor Elenco em série dramática - The Sopranos – Lorraine Bracco, Dominic Chianese, Jamie-Lynn Sigler, Edie Falco, James Gandolfini, Robert Iler, Michael Imperioli, Nancy Marchand, Vincent Pastore, Tony Sirico e Steve Van Zandt - ER – Anthony Edwards, Laura Innes, Alex Kingston, Eriq La Salle, Julianna Margulies, Paul McCrane, Michael Michele, Erik Palladino, Gloria Reuben, Goran Vinsjic e Noah Wyle - Law & Order – Benjamin Bratt, Angie Harmon, Steven Hill, Carey Lowell, Jesse L. Martin, Jerry Orbach e Sam Waterston - NYPD Blue – Bill Brochtrup, Gordon Clapp, Kim Delaney, Dennis Franz, James McDaniel, Rick Schroder, Andrea Thompson e Nicholas Turturro - The Practice – Michael Badalucco, Lara Flynn Boyle, Lisa Gay Hamilton, Steve Harris, Camryn Manheim, Dylan McDermott, Marla Sokoloff e Kelli Renee Williams | |
| Melhor Elenco em série de comédia Frasier – Peri Gilpin, Kelsey Grammer, Jane Leeves, John Mahoney e David Hyde Pierce - Ally McBeal – Gil Bellows, Lisa Nicole Carson, Portia de Rossi, Calista Flockhart, Greg Germann, Jane Krakowski, Lucy Liu, Peter MacNicol, Vonda Shepard e Courtney Thorne-Smith - Everybody Loves Raymond – Peter Boyle, Brad Garrett, Patricia Heaton, Doris Roberts, Ray Romano e Madylin Sweeten - Friends – Jennifer Aniston, Courteney Cox, Lisa Kudrow, Matt LeBlanc, Matthew Perry e David Schwimmer - Sports Night – Josh Charles, Robert Guillaume, Felicity Huffman, Peter Krause, Sabrina Lloyd e Joshua Malina | |

### Life Achievement
- Sidney Poitier